# Château de Stein (Hesse)
Le château de Stein (également connu sous le nom de Zullestein, Stein Winery, Schlossberg ou Schlossbuckel) était un château de plaine avec une colonie attenante près du village de Nordheim, dans le district de Bergstraße en Hesse. Un burgus a été prouvé ici depuis l'époque romaine, le château médiéval a été complètement détruit à la fin du 17e siècle et est tombé dans l'oubli. Ce n'est qu'en 1957 que les fondations conservées sont redécouvertes lors de forages pétroliers.

## Construction d'une forteresse à l'époque romaine

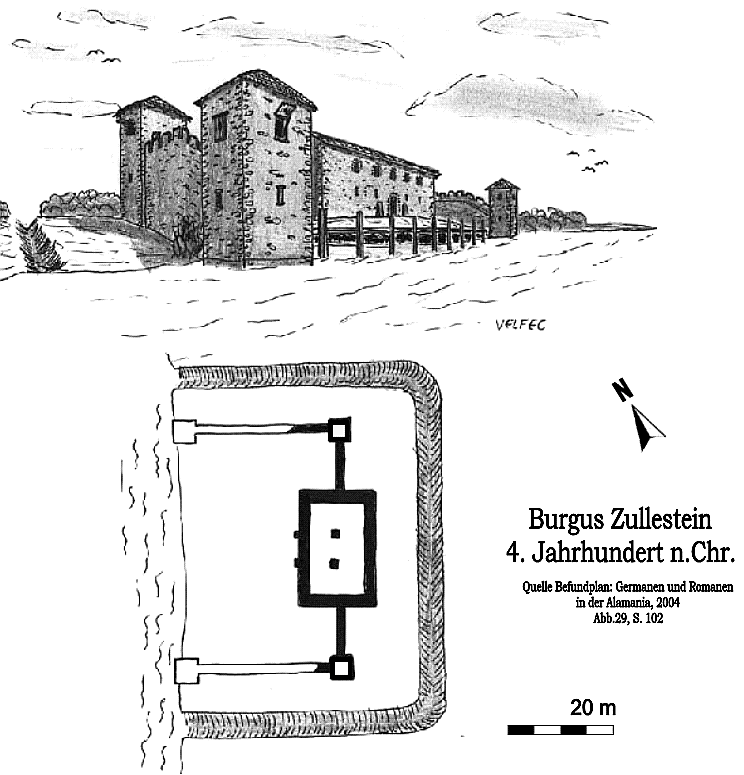
Dessin de reconstruction et plan d'un débarquement de navires romains en forme d'un burgus

Dans la seconde moitié du IIIe siècle, les Romains ont modifié le cours de la Weschnitz en perçant les collines dunaires près de Lorsch et en créant un canal à l'ouest du Rhin. Après cela, les blocs de pierre, qui pesaient jusqu'à 30 tonnes, pouvaient être transportés en endiguant la Weschnitz depuis Felsberg dans l'Odenwald (granite) ou depuis Auerbach (marbre) jusqu'aux forts romains de Trèves. Les Romains ont obtenu la carrière et les droits de passage grâce à un traité avec le roi Alamanni Makrian.
Au IVe siècle, une forteresse romaine tardive à plusieurs étages (Burgus) ou tour de guet a été construite sur le nouvel estuaire de Weschnitz sur une surface au sol de 21,3 × 15 mètres et un quai d'expédition de 42 mètres de long. On pense que l'époque de la construction se situe sous l'empereur Valentinien Ier (364-375). 100 ans après le retrait des Romains du Limes vers la rive gauche du Rhin, un débarcadère fortifié (allemand : Schiffsländeburgus) est construit, pour la sécuriser, sur la rive opposée germanique, habitée par les Alamans. L'endroit s'appelait Zullestein, qui serait dérivé d'un dieu fluvial celtique.

## Le village de Zullestein
Le 26 mai 836, le roi Ludwig II, der Deutsche, fait don de ses domaines à Biblis, Wattenheim et dans le village de Zullestein au comte Werner (Werinher). En 846, le comte Werner a fait don des trois lieux mentionnés à l'Abbaye de Lorsch. Cela a été suivi par une expansion en tant que port, centre commercial et colonie, comme l'ont prouvé plus tard les trouvailles en céramique.
En 995, le château a été rebaptisé Stein par Otto III et il a reçu le droit de marché à la recommandation et à la demande de Samuel von Worms. Les droits d'utilisation ont ainsi été transférés à l'Abbaye de Lorsch. Le lieu était le siège et l'administration de la cave (receveur des impôts). Le lieu était le siège et l'administration de la cave (receveur des impôts),.

## Le nouveauBurg Stein
En 1068, Stein est venu aux évêques de Worms, qui ont construit un nouveau château. Les habitants étaient obligés de payer la dîme au St. Andreasstift. L'Abbaye de Lorsch avait eu une ferme à Worms où il y avait des conflits frontaliers. En mai 1160, un accord fut conclu, selon lequel le citoyen de Worms, Werner, devait payer un bail annuel au monastère. Le document contient plus de 46 témoins, dont l'évêque de Worms, Konrad I de Worms (de), et l'abbé de Lorsch, Heinrich (1151 à 1167). À partir de 1232, un donjon rond fut construit, tel que Matthäus Merian l'avait dessiné avant d'être détruit pendant la guerre de Trente Ans.

## Le château devient part du Palatinat du Rhin
En 1255, le chevalier Jacob avait le château de Stein en sa possession, qui a mené une grande guerre avec Simon von Gundheim contre les citoyens de Worms. En 1363, l'évêque de Worms, Dietrich Bayer von Boppard, transféra la moitié de la cave vom Stein  au comte Walram von Sponheim (de). En 1380, la moitié de la cave appartenait au Kurpfalz. En 1385, Robert Ier du Palatinat s'est établi en tant que conseil de condominium dans la Kellerei Stein. Le 8 janvier 1387, le Steiner Pfandschaft a commencé, après quoi la moitié de la cave avec ses trois Ämter de Lampertheim, Hofheim et Nordheim a été mise en gage au Palatinat électoral.
Le 17 janvier 1463, le Statthalter et Hauskomtur de l'Ordre Teutonique d'Ibersheim vendit ses près de la rive droite du Rhin à dix citoyens de Nordheim.
Durant son règne de 1450 à 1476, Frédéric Ier, le vainqueur, se fixe pour objectif de combattre la baronnie brigande de la petite noblesse courante sur le Rhin. Cela était nécessaire car encore plus tard, des signaux de drapeau ont été échangés entre le château de Stein et le château d'Ibersheim, depuis une tour située à côté, au-dessus de la cime des arbres afin que les bateaux des marchands du Rhin puissent ensuite être attaqués. Connu pour cela était le noble hollandais Heinrich von Mauderich, le premier locataire palatin d'Ibersheim après la guerre de 30 ans (d'environ 1651 à 1661), jusqu'à ce que des colons suisses reçoivent plus tard un bail de l'administration de la cour du Palatinat.
En 1504, le landgrave Guillaume II de Hesse a conquis le château de Stein à la suite de la querelle palatine-bavaroise lorsque l'empereur Maximilien I a imposé l'interdiction impériale à Ruprecht, le fils du comte palatin Philipp der Aufrechte, et a chargé Guillaume II de l'application de l'interdiction; par la suite il est resté avec Hesse jusqu'en 1517. Depuis 1507, Thönges Wolff von Todenwarth est le cellérier de Hesse du château de Stein et de 1510 à 1518, il en fut l'Amtmann. Dans la période de 1550 à 1650, l'Amt de Starkenburg a également creusé un fossé comme défense terrestre entre le château de Stein et Bensheim.

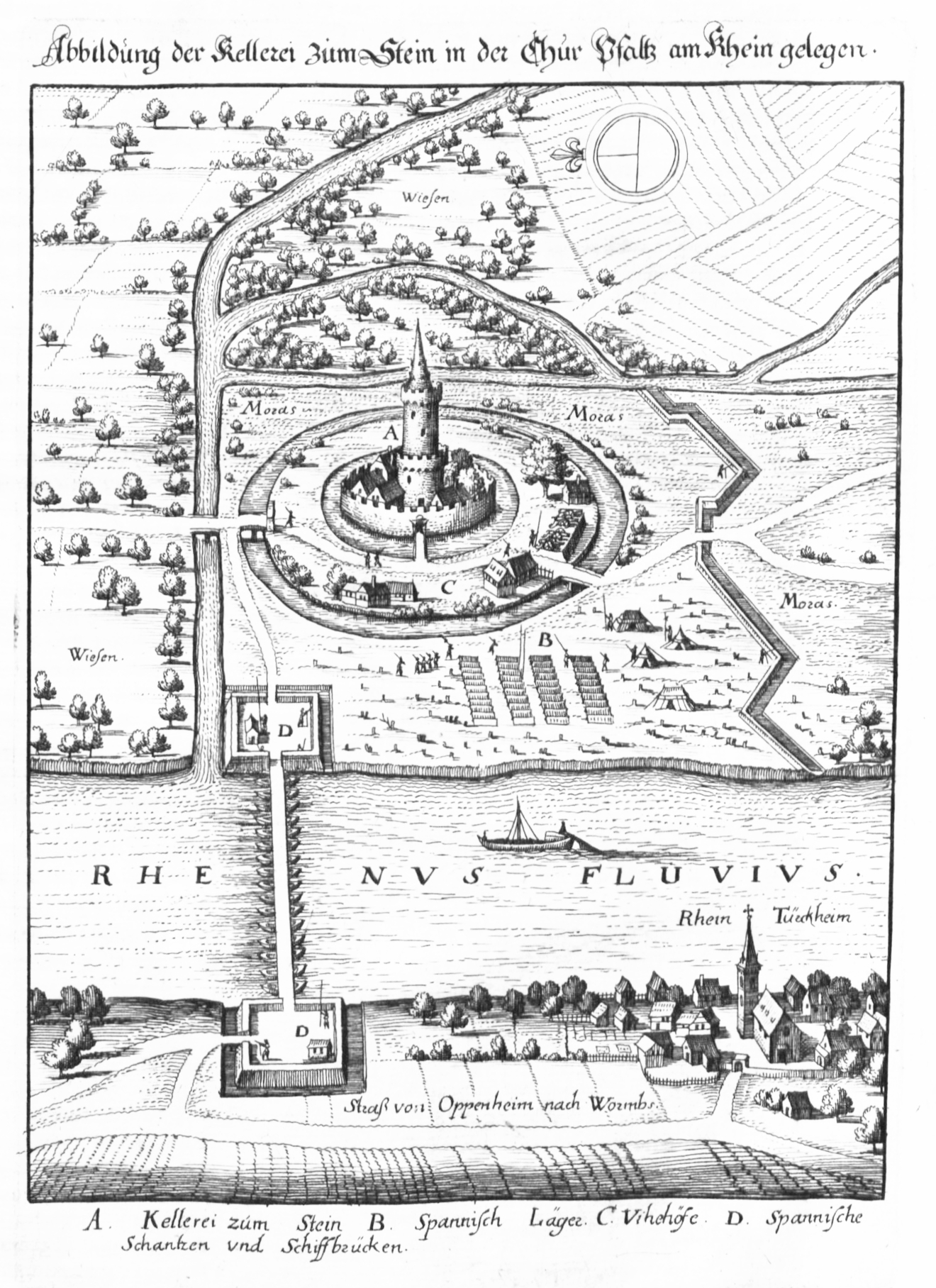
La cave Stein pendant la guerre de Trente Ans. Représentation à Matthäus Merian : "Topographia Palatinatus Rheni"

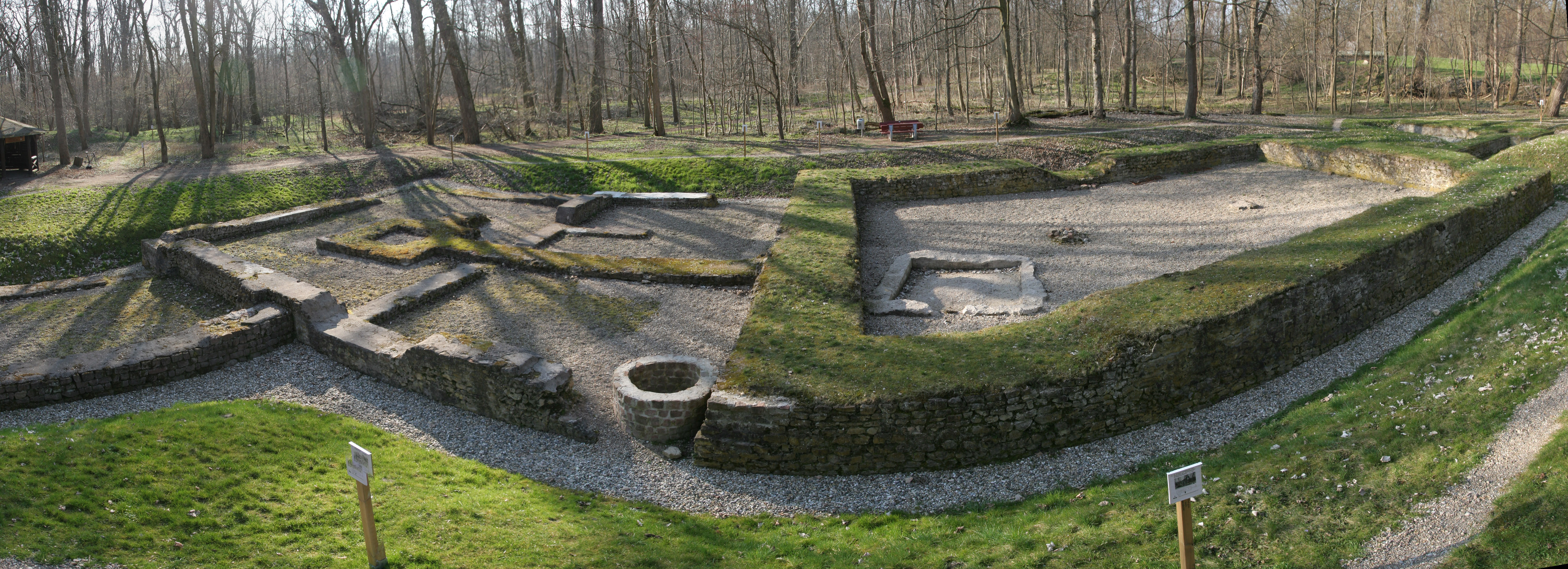
Panorama à 180° sur l'ensemble du château

## Château de Stein pendant la guerre de Trente Ans
Le 21 août 1621, les Espagnols ont conquis le château de Stein sous leur nouveau commandant, Gonzalo Fernández de Córdoba, qui a succédé à Spinola. Ils sont venus avec 2 000 cavaliers, 4 000 fantassins et quatre canons. La garnison de Frédéric V, le roi de l'hiver, dirigée par le colonel Hans Michael Elias von Obentraut, dit Deutscher Michel, a dû se retirer de cette force supérieure. – En 1612, Obentraut était capitaine de plus de 200 cavaliers et en 1619, il était colonel aux commandes de 500 cavaliers du Palatinat électoral.
Lorsque les Suédois sous Gustave II Adolphe s'approchèrent en 1631, les troupes espagnoles de la Ligue impériale catholique incendièrent le château de Stein. Avant cela, Matthäus Merian pouvait encore faire son dessin avec la forteresse, le pont flottant sur le Rhin et les deux têtes de pont. En 1645, la gravure a été publiée en tant que cave sur la pierre dans la Topographia Palatinatus Rheni.

## La fin du château
En 1657, l'électeur Charles Ier Louis du Palatinat et l'archevêque Jean-Philippe de Schönborn von Mayence décidèrent de démolir le château. À cette époque, entre le Burg Stein et Ibersheim, il y avait un poste douanier clandestin avec Heinrich von Mauderich.
En 1688 et 1689, lorsque le Palatinat a été dévasté, la tour ronde distinctive, qui avait plus de 400 ans, a également disparu. Le pillage des pierres a amené des parties des constructions hors sol à Nordheim et Ibersheim (pierres de taille en grès rouge avec la marque du tailleur de pierre M et W sur les bergeries).
Le 26 août 1705, la gage de Stein du 8 janvier 1387 se termina par un contrat entre le prince-évêque Franz Ludwig von Pfalz-Neuburg et l'électeur Johann Wilhelm, selon lequel le Hochstift Worms reçut la cave Stein avec Lampertheim du Palatinat électoral. La cave du Hochstift située à Lampertheim, qui administrait les villes de Lampertheim, Hofheim et Nordheim, s'appelait officiellement - selon le nom du château - "Kellerei Stein" jusqu'à la fin du XVIIIe siècle.
En 1785, quelques citoyens de Nordheim ont acheté aux enchères des terres appartenant au château de Stein au gouvernement de l'évêque de Worms. À cette époque, le terrain du château était divisé en 30 lots ou numéros.
Parce que le Grand-duc de Hesse voulait partout le terrain autour de l'ancien château, les citoyens de Nordheim ont vendu 10 arpents et 195 toises pour peu d'argent. 

## Redécouverte et étude scientifique
Le 25 septembre 1957, la société BEB Erdgas und Erdöl à Hanovre (puis Wintershall et aujourd'hui Exxon Mobil) commence le forage du sixième puits de pétrole à Wattenheim et découvre les fondations du château de Stein, jusque-là perdues. L'endroit se trouve à environ 500 m de la rive actuelle du Rhin au sud de l'embouchure de la Weschnitz. Le 12 mars 1958, le forage pétrolier dans les couches de Pechelbronn (Oligocène) s'achève à 2 415 m de profondeur.
Le 8 juillet 1970, les fouilles des vestiges du château ont commencé au "Schlossbuckel" par les archéologues de l'État, succursale de Darmstadt, sous la direction de Werner Jorns, un archéologue de Hesse. Ces travaux ont duré jusqu'en 1972 et ont été soutenus financièrement par les exploitants de la centrale nucléaire voisine de Biblis, RWE et Hochtief.
La publication scientifique a eu lieu en 1974 par Friedrich Knöpp, directeur des archives des archives d'État de Hesse à Darmstadt. Après 1980, il a été remis à la commune de Biblis pour la garde du chantier de fouilles. En 1989, Werner Jorns a publié des articles sur le "Zullestein" dans diverses publications. En 2001, Sven-Hinrich Siemers a écrit sa dissertation sur l'histoire du château.
En 2001, le plus ancien Salbuch, également connu sous le nom de Pompernal, de l'ancienne cave Stein a été découvert dans les archives de la ville de Worms. En 2005, la commune de Biblis a rejoint le Geopark Bergstrasse-Odenwald, qui est responsable de l'entretien de l'installation vieille de 30 ans.

## Protection des monuments
Le château de Stein et les monuments archéologiques qui l'entourent sont des monuments culturels au sens de la loi sur la protection des monuments de Hesse. Toutes les recherches, qu'il s'agisse de fouilles ou de prospections, ainsi que de collectes ciblées de trouvailles et de modifications de l'inventaire sont soumises à approbation. Les découvertes accidentelles doivent être signalées aux autorités du monument.